# Королівка (Коломийський район)
Королі́вка — село в Україні, у Коломийській міській громаді Коломийського району Івано-Франківської області. Колишній центр сільської ради.
Головні кутки села: Гора, Долина, Левади, Біля Ґрунта. Лежить за 3 кілометри від Коломиї, має вигідне транспортне сполучення.

## Історія
Перша писемна згадка про село Королівщизна — первісна назва поселення — належить до 13 березня 1453 року; після того, як село Королівщизна відродилося у 1551 р., воно отримало назву — Королівське поле. Справді, поле, на якому було засновано село, належало королю, і звідси його назва. Проте між 1570 і 1752 роками село змінило свою назву вже втретє — відтепер воно стало називатися Королівка.
Останнє утворення самоврядування в Королівці — Королівська сільська рада — відбулося згідно з рішенням президії обласної ради народних депутатів від 12.12.1990 р.

## Населення

### Мова
Розподіл населення за рідною мовою за даними перепису 2001 року:
| Мова            | Кількість | Відсоток |
| --------------- | --------- | -------- |
| українська      | 1012      | 98.63%   |
| російська       | 12        | 1.17%    |
| білоруська      | 1         | 0.10%    |
| інші/не вказали | 1         | 0.10%    |
| Усього          | 1026      | 100%     |

## Розташування
Село Королівка розташоване на рівнинній місцевості. Через поселення пролягає шосе республіканського значення: Івано-Франківськ — Коломия — Заболотів — Снятин — Чернівці.
У поселенні 14 вулиць: Броварська, Двірська, Заводська, Зелена, Лесі Українки, Мазепи, Міцкевича, Млинська, Молодіжна, Приміська, Проектна, Спортивна, Шевченка, Шкільна, Коломийська.
Через село протікають дві невеличкі річки — Косачівка і Радиліка, які є лівими протоками Пруту.

## Інфраструктура
Північною околицею села пролягає залізнична колія Львів — Чернівці.

## Відомі уродженці
- Лазарук Мирослав Ярославович — письменник, журналіст, критик, мистецтвознавець.
- Тарабалка Степан Іванович (1993—2022) — майор Збройних сил України, відзначився у ході російського вторгнення в Україну, Герой України з удостоєнням ордена «Золота Зірка» (посмертно).
- Ткачук Василь Михайлович — Герой України, Герой Соціалістичної Праці.
- Ярош Ярослав Євстахійович — український поет, письменник, композитор і сценарист.